# 노도영
노도영(魯都永,1963년 1월 13일~)은 싱크로트론과 XFEL을 사용하는 응축 물질 물리학과 재료 과학을 전문으로 하는 한국의 물리학자이다. 그는 최근의 간섭성 X선 회절 이미징 기술을 포함하여 응축 물질 시스템을 연구하기 위해 다양한 프론티어 X선 회절 방법을 개발하고 적용했다. 그의 연구는 Advanced Photon Source, SPring-8, National Synchrotron Light Source, PLS 및 SCLA와 PAL-XFEL을 포함한 자유 전자 레이저와 같은 다수의 싱크로트론 방사 시설을 활용했다.
그는 광주과학기술원에서 물리학 교수, GIST 대학 학장, 첨단 엑스레이 과학 센터와 GIST 국가핵심연구센터 소장을 역임 하였다. 그는 또한 한국 싱크로트론 방사선 사용자 협회의 회장이 되기 전에 한국기초과학기술연구협의회의 회원으로 활동했다. 그는 대통령 자문 과학기술협의회의 평의원이자 기초과학연구원의 세 번째 원장이다.

## 교육
노도영은 1985년 서울대학교에서 물리학 학사학위를 받았다. 그리고 나서 그는 매사추세츠 공과대학교에서 박사과정을 로버트 J. 버제노 교수(Robert J. Birgeneau) 밑에서 1991년에 마쳤다. 그의 박사연구 주제는 2차원과 3차원 liquid crystal 시스템에서의 위치와 방향 순서에 관한 일련의 X선 산란 연구였다.

## 커리어
졸업 후, 그는 1992년까지 박사 후 연구원으로 매사추세츠 공과대학교에 머물렀다. 그의 다음 직책은 1993년 엑슨모빌의 수석 물리학자였다. 2년 후, 그는 고국으로 돌아왔고 광주과학기술원에서 물리학과 광자 과학 & 재료 과학 공학부의 조교수로 일하기 시작했다. 수년에 걸쳐, 그는 정교수, GIST 대학 학장, 그리고 포토닉 과학 기술 대학원 프로그램과 첨단 엑스레이 과학 센터의 책임자가 되었다. 그는 또한 2008-2015년까지 GIST 국가핵심연구센터의 책임자였다.
그는 한국기초과학기술연구회 위원을 역임했다. 그 외 재단전문위원회 위원장, 국가과학기술협의회 위원장, 한국싱크로트론방사선사용자협회장, 대통령자문회의 과학기술위원회 위원 등을 역임했다. 2019년 11월, 그는 제3대
기초과학연구원장이 되었고 2024년 11월까지 5년 임기로 재직하게 되었다. 그의 취임식은 제2대 김두철 IBS 원장의 이임식이기도 했다.

## 상과 상
- 2025년: 과학기술 혁신장 수상[13]
- 2012년: 대한민국 과학기술훈장[14][15]
- 2010년: 나라 선단과학기술대학원대학 명예박사 학위[16]
- 2007년 대한민국 대통령 표창[17]
- 2002년 대한민국 대한민국 과학기술부 표창

## 같이 보기
- 오세정
- 국양